# Alejandro Emilio Albarracín
Alejandro Emilio Albarracín fue un médico y político argentino del siglo XIX que llegó a desempeñarse como gobernador de la provincia de San Juan.

## Biografía
Alejandro Emilio Albarracín Porvén nació en San Juan (Argentina) en 1849 en el seno una de las familias más tradicionales de esa provincia cuyana.
Se doctoró en medicina en la Facultad de Medicina de la Universidad de Buenos Aires.
Discípulo de Guillermo Rawson, ejerció su profesión en San Juan hasta que se volcó prioritariamente a la actividad política.
Fue senador provincial y en 1890 resultó elegido gobernador en reemplazo del doctor Manuel José García. Su primer vicegobernador, José María Flores Videla renunció al cargo el 21 de agosto de 1891 por lo que cerró su mandato con Pedro Cordero como nuevo vicegobernador.
En 1892 fue el responsable de la aprobación de la norma destinada al ordenamiento general de la legislación del riego en San Juan, Ordenanza General de 104 artículos divididos en 15 capítulos que intentó «reglamentar las leyes vigentes sobre irrigación y agricultura en el sentido de la mejor aplicación de sus conceptos, y arregladas a la índole y necesidades actuales». 
Durante su gobierno efectuó una fuerte emisión en letras del tesoro provincial y la provincia sufrió una importante inflación.
Debió soportar los «alborotos y amagos de reconciliación con la perspectiva de un acuerdo» del que sería su sucesor, Domingo Morón.
Finalizado su mandato regresó al ejercicio de su profesión. 
Estaba casado con Librada Albarracín con quien tuvo varios hijos: Elena María (casó con el médico sanjuanino Ventura Lloveras), Carlos (médico), Martha (casó con Antonio Lloveras), Eduardo (médico) y Alida (casada con Juan Crisóstomo Albarracín Lozada). Vivía con su familia en la calle San Luis, entre Mendoza y General Acha.
Falleció el 1 de enero de 1899.
El Hospital de Valle Fértil lleva su nombre.